# Куп три нације 2000.
Куп три нације 2000. (службени назив: 2000 Tri Nations Series) је било 5. издање овог најквалитетнијег репрезентативног рагби такмичења Јужне хемисфере. 
Такмичење је освојила Аустралија, а прва утакмица између Аустралије и Новог Зеланда привукла је невероватних 109 874 љубитеља рагбија на трибине стадиона у Сиднеју. Ово је рекордна посета на једној рагби утакмици.

## Учесници
Напомена:
|   | Селекција                          | Стадион                              | Селектор   | Капитен       |
| - | ---------------------------------- | ------------------------------------ | ---------- | ------------- |
| 1 | Рагби репрезентација ЈАР           | Кока-кола парк, Јоханезбург (62 567) | Ник Мелет  | Андре Нил Вос |
| 2 | Рагби репрезентација Новог Зеланда | Еден Парк, Окланд (50 000)           | Вејн Смит  | Тана Умага    |
| 3 | Рагби репрезентација Аустралије    | Стадион Аустралија, Сиднеј (84 000)  | Род Меквин | Џорџ Греган   |

## Такмичење
Аустралија - Нови Зеланд 35-39
Нови Зеланд - Јужна Африка 25-12
Аустралија - Јужна Африка 26-6
Нови Зеланд - Аустралија 23-24
Јужна Африка - Нови Зеланд 46-40
Јужна Африка - Аустралија 18-19

## Табела
|   | Селекција   | ИГ | Д | Н | И | ПД  | ПП  | ПР  | БП | Б  |  |
| - | ----------- | -- | - | - | - | --- | --- | --- | -- | -- |  |
| 1 | Валабиси    | 4  | 3 | 0 | 1 | 104 | 86  | +6  | 2  | 14 |  |
| 2 | Ол блекси   | 4  | 2 | 0 | 2 | 127 | 117 | +10 | 4  | 12 |  |
| 3 | Спрингбокси | 4  | 1 | 0 | 3 | 82  | 110 | -28 | 2  | 6  |  |

| Победник Купа три нације 2000. |
| ------------------------------ |
| Аустралија 1. титула           |